# 幻の光
『幻の光』（まぼろしのひかり）は、宮本輝の小説作品。新潮社の月刊誌『新潮』（1978年8月号）に掲載。1979年に単行本化され、1983年にテレビドラマ化・文庫本化された。1995年に是枝裕和監督によって映画化された。

## テレビドラマ
1983年11月4日に朝日放送テレビで放送された。

### キャスト
- 浜田ゆみ - 丘みつ子
- 安代 - 南喜代子
- 勇一 - 小谷豪純
- 初栄 - 梅香ふみ子
- 中岡勝紀 - 国広富之
- 関口民雄 - 小島秀哉
- 友子 - 鎌倉幸
- 彦三郎 - 嵯峨善兵

### スタッフ
- 音楽 - 中島みゆき

## 映画
是枝の劇場映画デビュー作であり、また江角マキコの映画デビュー作となった。夫を原因不明の自殺で失った女性の喪の作業（グリーフワーク）を、静かな視線で描写してゆく。ヴェネツィア国際映画祭で金オゼッラ賞(撮影賞）を受賞するなど、国内外で高い評価を得た。
ストーリー
幼馴染の郁夫と結婚したゆみ子は、大阪で子供もできて幸せに暮らしていたが、なんの思い当たる原因もわからないまま、郁夫が電車にひかれて死んでしまう。郁夫は線路の真ん中を歩いていて、電車警笛にも振り返らなかったという。
世話をしてくれる人により能登に嫁いだゆみ子は、そこで心優しい人たちに囲まれ、夫・民雄と幸せ日々を取り戻すが、心の中には郁夫が自殺したわだかまりが根強く残っていた。
時折見せるゆみ子の不安げな様子に民雄も気が付き……。

### キャスト
- ゆみ子 - 江角マキコ
- 郁夫 - 浅野忠信
- 民雄 - 内藤剛志
- 勇一 - 柏山剛毅
- 友子 - 渡辺奈臣
- 道子 - 木内みどり
- 喜大 - 柄本明
- とめの - 桜むつ子
- マスター - 赤井英和
- 初子 - 市田ひろみ
- 浩 - 大杉漣
- キヨ - 橋本菊子
- 幼少時のゆみ子 - 吉野紗香
- 刑事 - 寺田農
- 警官 - 原田修一
- 運転手 - 井之上隆志
- 子役 - 山口光輝

### スタッフ
- 監督 - 是枝裕和
- 製作 - 重延浩
- 企画・プロデューサー - 合津直枝
- 原作 - 宮本輝
- 脚色 - 荻田芳久
- 撮影 - 中堀正夫
- 音楽 - 陳明章（中国語版）
- 美術 - 部谷京子
- 編集 - 大島ともよ
- 衣装（デザイン） - 北村道子
- 録音 - 横溝正俊
- 音響効果 - 佐々木英世
- 助監督 - 高橋巖、日比野朗、森井輝
- 照明 - 丸山文雄

### 受賞
- 第52回ヴェネツィア国際映画祭 撮影賞（中堀正夫）
- バンクーバー映画祭 グランプリ
- シカゴ映画祭 グランプリ
- 第69回キネマ旬報ベスト・テン 日本映画第4位
- 第19回日本アカデミー賞 新人俳優賞（江角マキコ）[2]
- 第38回ブルーリボン賞 新人賞（江角マキコ）
- 第10回高崎映画祭 若手監督グランプリ（是枝裕和）、最優秀助演男優賞（内藤剛志）、最優秀新人女優賞（江角マキコ）
- 第1回新藤兼人賞 金賞（是枝裕和）
- 第50回毎日映画コンクール スポニチグランプリ新人（江角マキコ）

## ラジオドラマ
1980年1月26日、NHK-FM「ラジオ劇場」にて放送。脚色：川崎洋、演出：花房実。出演は渡辺美佐子と柾木卓。
1989年11月26日、TBSラジオ「ラジオ図書館」にて放送。脚色：雁田昇、演出：入江清彦。出演は小鹿みき。

## 舞台
1996年と2002年に、南果歩の一人芝居として舞台化されている。

## 関連文献
- 日本放送作家組合（編）、1984年9月25日『テレビドラマ代表作選集 1984年版』日本放送作家組合、191–220頁。